# 로만 에레멩코
로만 알렉세예비치 에레멩코(핀란드어: Roman Eremenko, 러시아어: Рома́н Алексеевич Ерёменко 로만 알렉세예비치 예료멘코[*], 우크라이나어: Роман Олексійович Єременко 로만 올렉시요비치 예레멘코[*], 1987년 3월 19일 모스크바 ~ )는 러시아에서 태어난 핀란드의 축구 선수이다. 포지션은 공격형 미드필더이다.
로만 에레멩코의 아버지인 알렉세이 보리소비치 예료멘코(Aleksei Borisovich Yeryomenko)는 FC 디나모 모스크바, FC 스파르타크 모스크바에서 활약했던 선수였으며, 형 알렉세이 에레멩코는 로만 에레멩코와 같은 루빈 카잔 소속으로 뛰었다. 2004년에 FF 야로에 입단했고, 2005년에는 이탈리아의 우디네세 칼초로 이적했다. 하지만 우디네세에서는 출전 기회가 적었기 때문에 2007년에는 AC 시에나로, 2008년에는 우크라이나의 FC 디나모 키예프로 임대 이적했다. 특히 디나모 키예프에서 주전 선수로 활약하면서 2009년에는 디나모 키예프로 완전 이적하게 된다.
로만 에레멩코는 2007년 6월 6일에 열린 벨기에와의 UEFA 유로 2008 예선 경기에서 핀란드 축구 국가대표팀 데뷔전을 치렀다. 국가대표팀에서의 첫 골은 2010년 3월 3일에 열린 몰타와의 친선 경기에서 나왔다. 2011년에는 핀란드 올해의 축구 선수에 선정되기도 하였다.
2011년 여름 이적 시장에서 1,300만 유로를 받고 루빈 카잔으로 이적했으며, 3차례의 시즌 동안에는 73경기 11골을 기록했다. 2014년에는 CSKA 모스크바로 이적했고, 2014-15 시즌에서는 팀의 러시아 프리미어리그 준우승을 이끌면서 리그 시즌 MVP에 선정되는 영예를 안았다. 하지만 바이어 레버쿠젠과의 2016-17 UEFA 챔피언스리그 조별 리그 경기가 끝난 이후에 실시된 도핑 검사에서 코카인 양성 반응이 확인되었고 유럽 축구 연맹(UEFA)은 2016년 11월 18일에 로만 에레멩코에게 2년 동안 UEFA 주관 대회에 참가하는 징계를 내렸다. 2016년 12월에는 국제 축구 연맹(FIFA)은 로만 에레멩코에게 국가대표팀 활동을 무기한 금지하는 징계를 내렸고, 유럽 축구 연맹이 2017년 3월 6일에 로만 에레멩코의 이의 제기를 기각하면서 징계가 확정되었다.
2018년 8월 10일에는 FC 스파르타크 모스크바로 이적했지만 자격 정지 처분이 아직 해제되지 않은 상태였기 때문에 한동안 경기에 나설 수가 없었다. 2018년 10월 7일에 열린 FC 예니세이 크라스노야르스크와의 경기를 통해 복귀했지만 2019년 1월 8일에 스파르타크 모스크바에서 방출되고 만다. 2019년 1월 18일에는 FC 로스토프와 2년 6개월 계약을 맺었고, 2019년 3월 16일에 열린 루빈 카잔과의 경기에서 경기 종료 10분 전에 2골을 기록하여 팀의 2-0 승리에 기여했다.